# Czesław Bednarczyk
Czesław Bednarczyk (ur. 7 lipca?/20 lipca 1912 w Kamieńcu Podolskim, zm. 12 czerwca 1994 w Londynie) – polski poeta i prozaik.

## Życiorys
W 1931 zdał egzamin maturalny w Państwowym Gimnazjum im. Stefana Czarnieckiego w Chełmie. W latach 1931–1937 studiował na Wydziale Ogrodnictwa Szkoły Głównej Gospodarstwa Wiejskiego w Warszawie. W międzyczasie ukończył dywizyjny kurs podchorążych rezerwy przy jednym z pułków piechoty.
W 1939 uczestniczył w kampanii wrześniowej. W latach 1939–1941 był internowany w ZSRR. W latach 1941–1946 służył w Wojsku Polskim. Uczestniczył w kampanii włoskiej (w latach 1944–1945), jako kapitan 2 Korpusu. Został odznaczony Krzyżem Pamiątkowym Monte Cassino nr 16183.
Debiutował w 1943 na łamach czasopisma „Orzeł Biały” jako poeta. Od 1946  przebywał w Wielkiej Brytanii. Wraz z żoną (Krystyną Bednarczyk) założył w Londynie wydawnictwo Oficyna Poetów i Malarzy. W latach 1967–1980 był wydawcą i redaktorem naczelnym czasopisma „Oficyna Poetów” oraz działaczem kulturalnym. Otrzymał w 1972 nagrodę im. Jurzykowskiego, a w 1992 wraz z żoną – nagrodę im. Pietrzaka.
Od 2014 jest przyznawana Nagroda Poetycka im. Krystyny i Czesława Bednarczyków.

## Twórczość

### Tomiki poezji
- W walce (1945)
- Ziemia trudna (1954)
- Obręcze (1956)
- Rdza (1962)
- Rosocha (1978)
- Odrastająca pamięć (1981)
- Z religijnych zamyśleń (1982)
- Obrysowane cieniem (1983)
- Szuwary (1987)
- Wiersze wybrane (1990)
- Czy przyjść musiało? (1991)

### Proza
- Kubuś (opowiadania, 1985)
- W Podmostowej Arkadzie (wspomnienia drukarza i wydawcy Londyńskiej Oficyny, wyd.1 w 1988, wyd.2  Londyn 2003 nakład 250 numerowanych egzemplarzy)